# Sergio "Pipian" Martinez
Sergio "Pipian" Martínez Martínez, né le 8 septembre 1943 à Pipián dans la Province de La Havane et mort le 2 octobre 1979 à La Havane à 35 ans, fut un coureur cycliste cubain des années 1960-1970. Quatre fois vainqueur du Tour de Cuba, il a également participé à quelques courses hors de Cuba. Il a aussi pris part aux épreuves cyclistes des Jeux olympiques de 1968.

## Biographie
Sergio Martínez passe son enfance à travailler dans les champs de canne à sucre. C'est en 1961, grâce aux économies acquises par son travail dans les champs, qu'il s'achète son premier vélo.
Il mesure 1,76 m pour 73 kg. Au cours de sa carrière, il s'offre quatre Tours de Cuba, participe également aux Jeux olympiques de 1968 et à quatre éditions de la Course de la Paix (1964, 1966, 1968 et 1969).
Sergio Martínez est forcé de mettre un terme à sa carrière en 1972 car un camion le renverse et lui casse le pied droit, l’empêchant ainsi de participer aux Jeux olympiques de 1972.
Le 5 septembre 1979, alors qu'il est entraîneur, il est victime d'un accident de moto en rentrant chez lui. Après avoir lutté 27 jours, il décède le 2 octobre 1979 à l'âge de 35 ans.

## Palmarès
- 1964
  - Tour de Cuba
    - 1re, 4e, 5e, 6e, 7e et 12e étapes
    - Classement général
- 1965
  - 11e étape du Tour de Cuba
  - 2e du Tour de Cuba
- 1966
  - Tour de Cuba
    - 1re, 5e, 6e, 8e, 10e, 12e, 13e et 14e étapes
    - Classement général
- 1967
  - 1re, 2e et 11e étapes du Tour de Cuba
  - 3e du Tour de Cuba
- 1968
  - Tour de Cuba
    - 11e et 15e étapes
    - Classement général
- 1969
  - Tour de Cuba
    - 3e et 9e étapes
    - Classement général
- 1971
  - 5e et 15e étapes du Tour de Cuba
- 1972
  - 2e, 5e et 9e étapes du Tour de Cuba
  - 2e du Grand Prix d'Annaba
  - 3e du Tour de Cuba